# 九龍巴士54線
- 關於1947年至1967年的第二代九巴15線，請見「九龍巴士15線 (第二代)」。
- 關於1968年至今的15線，請見「九龍巴士15線」。
- 關於1968年至1973年的19線，請見「九龍巴士70線」。
- 關於1975年至1985年的19線，請見「九龍巴士19線 (第三代)」。
- 關於2025年開辦的19線，請見「九龍巴士19線」。
- 關於1961年至1967年的18A線，請見「九龍巴士18A線 (第一代)」。
- 關於1960年至1998年由中巴經營的15線，請見「城巴15線」。

九龍巴士54線是由九巴營運的一條香港新界元朗區區內循環巴士路線，來往元朗（西）及上村。
本線另設254R線，由九巴營辦，來往元朗站及石崗軍營，只於石崗軍營開放日提供服務。

## 歷史
本路線歷史悠久，早於1930年代，本路線便以15線的名義行走，來往元朗及錦田，當時由中華巴士營辦。在1933年6月11日，香港巴士地區專利生效後由九巴接辦。
在第二次世界大戰期間，本路線曾經停駛，直至1949年才重投服務，編號為19號線，當時以改裝車行走。在1952年9月16日，本路線才改派巴士行走。
1953年12月1日，本路線延長為青山（即今屯門）至八鄉。翌年6月2日再由八鄉延長至橫台山。再於1958年8月16日由橫台山延長至上村。
1962年1月21日，本路線延長至青山灣。翌年11月27日，青山灣的總站遷往新落成、近容龍別墅的平行式月台巴士總站。
在六七暴動期間，本線是少數仍提供服務的新界路線。但暴動結束不久，路線便縮短至元朗。
1968年1月，本路線更改編號為18A。在1973年7月16日，路線編號時又改稱54。
在2001年2月18日，本路線正式改為全空調服務。
在2003年12月14日，本路線繞經錦上路站公共運輸交匯處，方便八鄉居民轉乘九廣西鐵。西鐵通車後，此路線增設與西鐵的八達通轉乘優惠，乘客於54及西鐵之間轉乘可獲$1折扣。惟上述優惠已於2005年6月1日起取消。
在2012年3月31日，配合九龍巴士251M線縮短至上村巴士總站，本線改為循環線，不再駛入上村巴士總站。惟於同年4月22日，本路線恢復繞經上村巴士總站。
2015年6月27日：增設到站時間預報。
因應石崗軍營於2018年6月30日舉行開放日，254R線首次提供服務。

## 服務時間
54
| 元朗（西）開             | 元朗（西）開 | 元朗（西）開 |
| 日期                     | 服務時間     | 班次（分鐘） |
| ------------------------ | ------------ | ------------ |
| 星期一至五、日及公眾假期 | 05:25-23:25  | 30           |
| 星期六                   | 05:25-05:55  | 30           |
| 星期六                   | 05:55-06:45  | 25           |
| 星期六                   | 06:45-08:05  | 20           |
| 星期六                   | 08:05-08:55  | 25           |
| 星期六                   | 08:55-23:25  | 30           |

## 收費
全程：$6.4
| - 本線設有12歲以下小童及65歲或以上長者半價優惠。 - 65歲或以上香港居民使用「樂悠咭」，以及12歲以下合資格殘疾兒童使用「殘疾人士身份」個人八達通繳付車資，均可享有每程$2.0或半價（以較低者為準）的票價優惠；12至64歲合資格殘疾人士使用「殘疾人士身份」個人八達通（包括「樂悠咭」），以及60至64歲香港居民使用「樂悠咭」繳付車資，均可享有每程$2.0或全費（以較低者為準）的票價優惠。 - 65歲或以上長者如使用長者或一般個人八達通繳付車資，則只可享有半價優惠；12至64歲合資格殘疾人士如不使用「殘疾人士身份」個人八達通，以及60至64歲人士如不使用「樂悠咭」繳付車資，必須繳付全費。 - 乘客可以現金或八達通於上車時付款，不設找續。 - 每位成人乘客可免費攜帶最多兩名4歲以下而不佔座位的兒童乘客乘車，超額之4歲以下小童必須繳付小童車費乘車。 - 持有「九巴月票」之乘客在車票有效期內，每日可享最多10程任何九龍巴士及龍運巴士路線（包括本路線，以及聯營路線的九龍巴士／龍運巴士提供的班次；惟乘搭機場「A」及「NA」線則可享原價二七折優惠（不會計算每天10次合資格車程））；而B1線則每日可享最多各2程（不會計算每天10次合資格車程）。 - 九龍巴士、城巴、龍運巴士及陽光巴士全職員工及家屬（不包括外判職員）可免費乘搭本路線，惟必須拍職員或職員家屬八達通。 - 乘客亦可透過多元化電子支付系統（e度嘟）繳付車資，包括使用非接觸式VISA卡、JCB卡、萬事達卡、銀聯卡、美國運通、大來國際、Discover Card、Apple Pay、Google Pay、Samsung Pay、AlipayHK「易乘碼」、支付寶、WeChatHK／微信支付「搭車碼」、銀聯雲閃付「乘車碼」及BOC Pay「乘車碼」。乘客使用此付款方式，使用此支付方式的乘客可享有中途下車之分段收費，以及與其他九巴／龍運獨營路線或聯營線九巴／龍運班次之轉乘優惠，惟不適用於與非九巴／龍運路線之轉乘優惠，亦不能享有「公共交通費用補貼計劃」及「長者及合資格殘疾人士公共交通票價優惠計劃」。 |

### 八達通轉乘優惠
乘客登上本線後150分鐘內以同一張八達通卡轉乘以下路線，或從以下路線登車後150分鐘內以同一張八達通卡轉乘本線，次程可獲車資折扣優惠：
54←→B1，次程可獲$4.2折扣優惠
54←→251A、251B，次程車資全免
- 54往上村 → 251A往錦上路站或251B往八鄉路
- 251A或251B往上村 → 54往元朗（西）

54←→51、77K，次程可獲$6.2折扣優惠
- 54往上村 → 51往荃灣西站或77K往上水
- 51往上村或77K往元朗（鳳翔路） → 54往元朗（西）

小資料：如欲省錢的乘客，如果往元朗（西）方向，願意花時間先向上村方向，150分鐘內以同一張八達通卡，先乘54線，向上村或上水方向回程轉乘77K線，只需$6.4，回程不扣錢

## 使用車輛

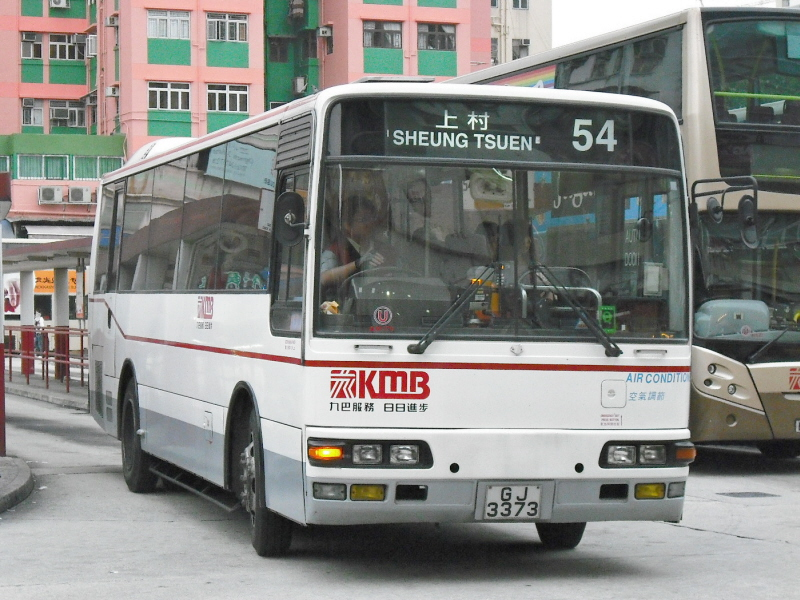
此線曾是九巴唯一一條全數由日本三菱MK117/217型單層巴士行駛的路線

本線亦是新界區典型長期於六、七十年代派出亞比安單層巴士應付的鄉郊路線，由於受到小巴競爭及路窄環境關係，九巴多採用Victor 17型/維京41型及55型單層巴士行走。後來改用重建車身後的丹拿A型及「短牛」丹拿F型雙層巴士，並於90年代初以「雞車」利蘭勝利二型。曾創下九巴超速紀錄的一代車皇平治O305，於2000年底退役前仍然間中支援於本線，成為不少巴士迷追捕的目標。全冷前更換入丹尼士巨龍11米非空調巴士為主帥。
本線改為全空調服務後，由於客量一直偏低，故由雙層巴士改用單層巴士。
隨著1995年三菱MK217J型單層空調巴士年事已高需要退役，本線由2012年3月9日、3月13日及3月19日起，先後換入4輛2009年4月領牌，配備歐盟4型引擎的瑞典斯堪尼亞K230UB型低地台巴士，取代三菱MK217J型單層空調巴士，進一步提升本線的服務。其中於2012年3月19日被調走的三菱MK217J型單層空調巴士（AM182／GJ3654），更一度是九巴以致全港專利巴士中，僅餘兩部仍然服役的三菱單層空調巴士之一，退役後亦象徵所有三菱單層空調巴士以至日本製造的巴士，在香港專利巴士中只餘下新大嶼山巴士仍然使用。
不過因77K遷移總站關係，令客量上升，本線重新改用雙層巴士行走。直至2015年6月，此路線所有雙層巴士再次被單層巴士取代。
2018年2月，為配合269M被禁止使用12米車輛行走，加上元朗車廠短車身巴士不足，此線全線改派配置都普車身的丹尼士三叉戟12米（ATR），亦是此線多年來首度以12米雙層巴士為掛牌車。
現時本線使用1輛亞歷山大丹尼士Enviro 500 MMC 12米（ATENU）雙層巴士及3輛斯堪尼亞K230UB 12米（2輛ASC及1輛ASCU）單層巴士，均屬元朗車廠。雖然本線有3輛斯堪尼亞K230UB 12米單層巴士作掛牌車輛，但非經常使用，實際上本線經常使用Enviro500 MMC 12米（ATENU）雙層空調巴士。
| 車隊編號 | 車牌   |
| -------- | ------ |
| ASC15    | PB1358 |
| ASCU1    | PB6682 |
| ASC27    | PB7699 |
| ATENU796 | TU3064 |

## 行車路線
54

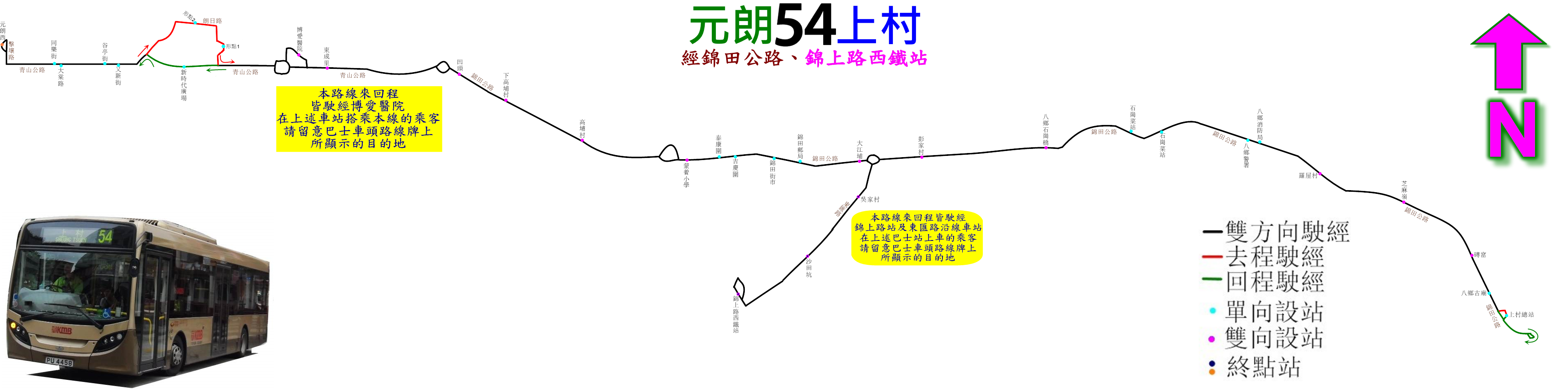
此線的走線圖

經：擊壤路、青山公路－元朗段、朗日路、形點交通交匯處、朗日路、青山公路－元朗段、博愛交匯處、S5路、博愛交匯處、青山公路－元朗段、錦田公路、東匯路、錦上路站公共運輸交匯處、東匯路、錦田公路、上村迴旋處、錦田公路、東匯路、錦上路站公共運輸交匯處、東匯路、錦田公路、青山公路－元朗段、博愛交匯處、S5路、博愛交匯處、青山公路－元朗段及擊壤路。
254R
經：朗日路、青山公路－元朗段、錦田公路、錦田繞道、錦田公路、錦田繞道、錦田公路、青山公路－元朗段及朗日路

### 沿線車站
54/254R
| 元朗（西）(54)/形點I(254R)開 | 元朗（西）(54)/形點I(254R)開 | 元朗（西）(54)/形點I(254R)開 |
| 序號                         | 車站名稱                     | 位置                         |
| ---------------------------- | ---------------------------- | ---------------------------- |
| 1                            | 元朗（西）巴士總站           | 元朗（西）巴士總站           |
| 2                            | 同樂街（N9）                 | 青山公路－元朗段             |
| 3                            | 谷亭街（N14）                | 青山公路－元朗段             |
| 4                            | 形點 II                      | 朗日路                       |
| 5*                           | 形點I                        | 形點交通交匯處               |
| 6                            | 博愛醫院                     | S5通道                       |
| 7                            | 東成里                       | 青山公路－元朗段             |
| 8                            | 凹頭                         | 錦田公路                     |
| 9                            | 下高埔村                     | 錦田公路                     |
| 10                           | 高埔村                       | 錦田公路                     |
| 11                           | 蒙養小學                     | 錦田公路                     |
| 12                           | 泰康圍                       | 錦田公路                     |
| 13                           | 錦田郵局                     | 錦田公路                     |
| 14                           | 大江埔                       | 錦田公路                     |
| 15                           | 吳家村                       | 東匯路                       |
| 16                           | 沙田坑村                     | 東匯路                       |
| 17                           | 錦上路站巴士總站             | 錦上路站公共運輸交匯處       |
| 18                           | 沙田坑                       | 東匯路                       |
| 19                           | 吳家村                       | 東匯路                       |
| 20                           | 彭家村                       | 錦田公路                     |
| 21*                          | 八鄉石崗橋                   | 錦田公路                     |
| 22                           | 七星崗                       | 錦田公路                     |
| 23                           | 石崗菜站                     | 錦田公路                     |
| 24                           | 八鄉消防局                   | 錦田公路                     |
| 25                           | 羅屋村                       | 錦田公路                     |
| 26                           | 芝麻嶺                       | 錦田公路                     |
| 27                           | 磚窰                         | 錦田公路                     |
| 28                           | 上村                         | 上村巴士總站                 |
| 29                           | 八鄉古廟                     | 錦田公路                     |
| 30                           | 磚窰                         | 錦田公路                     |
| 31                           | 芝麻嶺                       | 錦田公路                     |
| 32                           | 羅屋村                       | 錦田公路                     |
| 33                           | 八鄉警署                     | 錦田公路                     |
| 34                           | 石崗菜站                     | 錦田公路                     |
| 35*                          | 八鄉石崗橋                   | 錦田公路                     |
| 36                           | 錦田診所                     | 錦田公路                     |
| 37                           | 吳家村                       | 東匯路                       |
| 38                           | 沙田坑村                     | 東匯路                       |
| 39                           | 錦上路站巴士總站             | 錦上路站公共運輸交匯處       |
| 40                           | 沙田坑                       | 東匯路                       |
| 41                           | 吳家村                       | 東匯路                       |
| 42                           | 大江埔                       | 錦田公路                     |
| 43                           | 錦田                         | 錦田公路                     |
| 44                           | 錦田街市                     | 錦田公路                     |
| 45                           | 吉慶圍                       | 錦田公路                     |
| 46                           | 蒙養小學                     | 錦田公路                     |
| 47                           | 高埔村                       | 錦田公路                     |
| 48                           | 下高埔村                     | 錦田公路                     |
| 49                           | 凹頭                         | 錦田公路                     |
| 50                           | 東成里                       | 青山公路－元朗段             |
| 51                           | 楊屋村                       | 青山公路－元朗段             |
| 52                           | 博愛醫院                     | S5通道                       |
| 53*                          | 形點I                        | 青山公路－元朗段             |
| *                            | 形點I                        | 形點公共運輸交匯處           |
| 54                           | 又新街（S5）                 | 青山公路－元朗段             |
| 55                           | 大棠路（S8）                 | 青山公路－元朗段             |
| 56                           | 元朗（西）巴士總站           | 元朗（西）巴士總站           |

254R線只停帶*之車站

## 客量
本線在過去鄉村人口充裕的年代，客量尚算不俗，但隨著香港經濟轉型令鄉村人口下跌，客源不斷流失，班次亦不斷地縮減，而且受到其他路線及紅綠小巴的競爭，目前除了繁忙時間外，客量一直偏低。九巴因而一度派出單層巴士行走，近年才改用雙層巴士行走。

## 外部連結
九巴
- 九龍巴士54線 （页面存档备份，存于）

其他
- 九龍巴士54線－681巴士總站 （页面存档备份，存于）